# Clemens
Klemen Mramor - Clemens, slovenski pevec in igralec, * 31. december 1992, Ljubljana.
Slovenski javnosti se je prvič predstavil leta 2011 s sodelovanjem v Misiji Evroviziji, izboru za slovenskega predstavnika na Pesmi Evrovizije v Bakuju. Po prvem singlu »Pozab na bonton« (2014) se je leta 2015 uvrstil na Emo z avtorsko pesmijo »Mava to«. Tej je še pred poletjem sledila balada »Vse bo kul«. Nova stopnička v glasbeni karieri je bila otvoritev slovenskega paviljona na prestižnem festivalu EXPO v Milanu, kjer je nastopil pred mednarodnim občinstvom. Pesem »A si sploh tista?« je v živo predstavil v Hali Tivoli na koncertu Jana Plestenjaka. S singlom »Jst bi te mel« je bil sprejet na Poprock v okviru festivala Dnevi slovenske zabavne glasbe 2016, zanj pa je posnel tudi videospot, ki se je povzpel na 1. mesto lestvice Domaćica na MTV Adria. Na oder Eme se je vrnil leta 2017 s »Tok ti sede« (na festivalu je nastopil na povabilo RTV Slovenija kot zamenjava za Amayo, ki je sodelovanje odpovedala). Jeseni 2017 je bil eden izmed tekmovalcev 4. sezone šova Znan obraz ima svoj glas, v katerem sta mu tedenski zmagi prinesli imitaciji LMFAO in Erica Claptona. Med sodelovanjem v ZOISG je izdal skladbo »A loh prespim?«.
Poleg glasbe se ukvarja tudi z dramsko igro (te se je učil tudi na londonski univerzi GSA Guildford), režijo ter sinhronizacijo risank in televizijskih serij (Star Wars, Smrkci, Yu-gi-oh, Peter Pan, glas Mattea v Jaz sem Luna). Sodeluje pri snemanjih različnih televizijskih oglasov, med drugim je imel vlogo v oglasu za računalniško igro Game of War s Kate Upton in sklopu oglasov za Volkswagen z Magnificom. Nastopil je tudi v komični nanizanki Da, dragi! Da, draga!, kjer je igral samega sebe, in nadaljevanki Usodno vino v vlogi zdravnika. Leta 2018 se je podal v muzikalne vode z vlogama Sonnyja in Rogerja v Briljantini, ki je premiero doživela 22. junija 2018 v Cankarjevem domu.
Srednjo šolo je obiskoval na Gimnaziji Ledina, nato pa se je vpisal na medijske in komunikacijske študije.

## Sodelovanje v resničnostnih šovih
- Misija Evrovizija (2011)
- MasterChef Slovenija (2017, 3. sezona)[3]
- Znan obraz ima svoj glas (2017, 4. sezona)

## Udeležbe na glasbenih festivalih
- EMA 2015: Mava to
- Poprock 2016: Jst bi te mel
- EMA 2017: Tok ti sede

## Diskografija
| Leto | Pesem                                      | Videospot |
| ---- | ------------------------------------------ | --------- |
| 2014 | Pozab na bonton / Put Your Clothes Back On | ✓         |
| 2015 | Mava to (EMA 2015)                         |           |
| 2015 | Vse bo kul                                 | ✓         |
| 2015 | A si sploh tista                           |           |
| 2016 | Jst bi te mel (DSZG 2016 – Poprock)        | ✓         |
| 2016 | Light It Up                                |           |
| 2017 | Tok ti sede (EMA 2017)                     |           |
| 2017 | A loh prespim?                             | ✓         |
| 2019 | Poletel bi                                 | ✓         |
| 2019 | Sledi mi                                   | ✓         |